# Gordon Goodwin

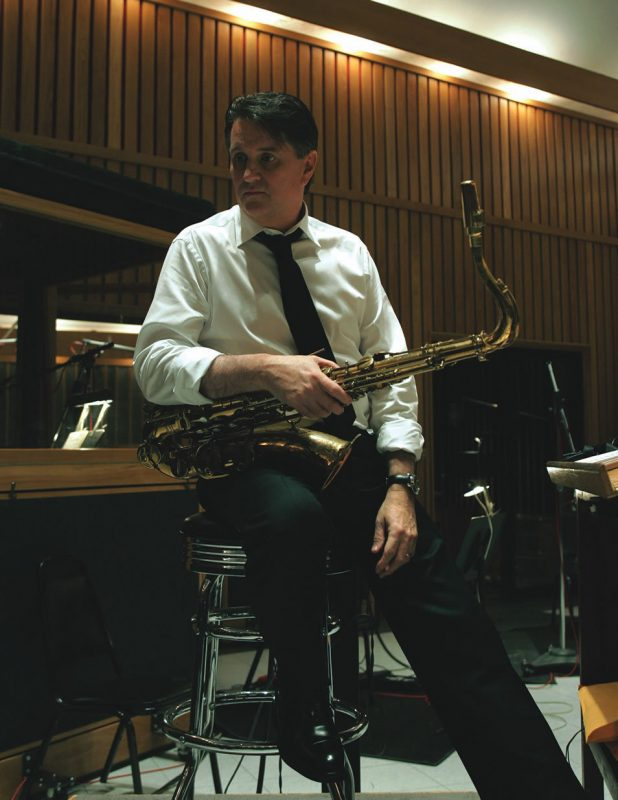
Gordon Goodwin

Gordon L. Goodwin (* 1954 in Wichita (Kansas)) ist ein US-amerikanischer Jazzpianist, Saxophonist, Komponist, Arrangeur und Dirigent.

## Leben und Wirken
Goodwin begann seine musikalische Ausbildung an der California State University. Nach seinem Abschluss spielte er mit Musikern wie Pete Christlieb und Don Menza in Louie Bellson’s Big Band. Er spielte dort auch weiter unter Les Hooper und Grant Geissman.
Seitdem hat Goodwin in der amerikanischen Jazzszene einen hohen Bekanntheitsgrad mit seiner Band, Gordon Goodwin's Big Phat Band, errungen. In der Band spielen unter anderem Talente wie Wayne Bergeron, Eric Marienthal und Peter Erskine. Bisher hat die Band fünf Alben herausgebracht: Swingin' for the Fences, welches zwei Grammy-Nominierungen erhalten hat und auf welchem als Gastsolist unter anderem Arturo Sandoval vertreten ist, XXL, welches drei Nominierungen erhielt, sowie The Phat Pack, Act Your Age und That's How We Roll. Goodwin selbst hat einige Preise gewonnen, unter anderem einen Grammy für das beste Instrumentalarrangement für den Film Die Unglaublichen – The Incredibles. Des Weiteren hat die Big Phat Band die Warner-Produktion Bah, Humduck! A Looney Tunes Christmas 2006 musikalisch vertont. Ende 2012 wurde sein Arrangement von Salt Peanuts (für Arturo Sandovals Album Dear Diz (Every Day I Think Of You)) für den Grammy Award in der Kategorie Best Instrumental Arrangement nominiert. Zwei Jahre später gewann er die Auszeichnung in dieser Kategorie für das Arrangement von On Green Dolphin Street und ein weiteres Jahr später wurde Life in a Bubble als bestes Ensemble-Album gewürdigt.
Goodwins Musik mit der Big Phat Band wird über Silverline Records vertrieben.

## Diskographische Hinweise
- Swingin' for the Fences (2002)
- XXL (2005)
- The Phat Pack (2006)
- Bah, Humduck! A Looney Tunes Christmas (2006)
- Act Your Age (2008)
- That's How We Roll (2011)
- Life in the Bubble (2014)
- Gordon Goodwin's Big Phat Band Wrap This! (2015)
- The Gordian Knot (2019)